# Dicranomyia (Dicranomyia) guillarmodana
Dicranomyia (Dicranomyia) guillarmodana is een tweevleugelige uit de familie steltmuggen (Limoniidae). De soort komt voor in het Afrotropisch gebied.